# Bruxenelle
La Bruxenelle est une rivière du nord-est de la France, affluent en rive gauche de la Saulx, et qui coule dans le département de la Marne.

## Géographie
D'une longueur de 40 km,
son bassin est situé dans le Perthois. La Bruxenelle a sa source dans la belle forêt domaniale de Trois Fontaines, commune de Trois-Fontaines-l'Abbaye. Elle prend d'emblée la direction de l'ouest qu'elle maintiendra tout au long de son parcours. Elle se jette dans la Saulx à Vitry-en-Perthois (Vitry-le-Brûlé), dans le département de la Marne. La Bruxenelle appartient ainsi au bassin versant de la Seine, par la Saulx, puis par la Marne.

## Communes traversées
La Bruxenelle baigne d'amont en aval les communes suivantes :
- Département de la Marne : Trois-Fontaines-l'Abbaye. Cheminon, Maurupt-le-Montois, Saint-Lumier-la-Populeuse, Blesme, Haussignémont, Dompremy, Favresse, Brusson, Plichancourt et Vitry-en-Perthois.

## Hydrologie
Le débit de la Bruxenelle a été observé durant une période de 32 ans (1969-2000), à Brusson, petite localité du département de la Marne située peu avant son confluent avec la Saulx. Le bassin versant de la rivière y est de 136 km2 (soit la quasi-totalité de la superficie de celui-ci).
Le module de la rivière à Brusson est de 1,06 m3/s.
La Bruxenelle présente des fluctuations saisonnières de débit assez marquées, comme c'est généralement le cas dans l'est du bassin de la Seine, au-delà de la Champagne crayeuse. Les hautes eaux se produisent en hiver-printemps, avec des débits mensuels moyens allant de 1,4 à 2,3 m3/s, de décembre à la mi-avril inclus (avec un maximum en février). Les basses eaux d'été, assez prolongées, de juin à octobre, entraînent une baisse du débit moyen mensuel allant jusqu'à 0,222 m3/s au mois de septembre, ce qui reste appréciable pour cette petite rivière.
Aux étiages, le VCN3 peut chuter jusque 0,058 m3/s, soit 58 litres par seconde, ce qui est normal comparé aux débits d'étiage d'autres rivières de l'est du pays, comme la Vière toute proche ou l'Orne, affluent de la Moselle (VCN3 de 0,56 m3/s, pour un bassin de 1 268 km2 et un module de 12,4 m3), ou encore le Vair et le Mouzon, tous deux affluents de la Meuse.
Les crues peuvent être assez importantes. Les QIX 2 et QIX 5 valent respectivement 12 et 15 m3/s. Le QIX 10 est de 18 m3/s, le QIX 20 de 20 m3/s et le QIX 50 de 23 m3/s.
Le débit instantané maximal enregistré a été de 25,8 m3/s le 1er février 1977, tandis que la valeur journalière maximale était de 23,5 m3/s le 20 février de la même année. En comparant la première de ces valeurs à celles des différents QIX de la rivière, il apparaît que cette crue, était d'ordre cinquantennal et donc assez exceptionnelle.
La Bruxenelle est une rivière petite et moyennement abondante. La lame d'eau écoulée dans son bassin versant est de 248 millimètres annuellement, ce qui est inférieur à la moyenne d'ensemble de la France tous bassins confondus (320 millimètres), mais supérieur à la moyenne du bassin versant global de la Seine (240 millimètres). Sa lame d'eau est cependant nettement inférieure à la moyenne du bassin de la Saulx observé à Vitry-en-Perthois (387 millimètres). Le débit spécifique (ou Qsp) atteint 7,8 litres par seconde et par kilomètre carré de bassin.

## Hydronymie
Le nom de la rivière est attesté sous les formes fluvius Broscion (900) ; fluvius Bruxio (908) ; aqua Brosson (1110) ; rivus de Brusson (1169) ; aqua que vocatur Bruissuns (1171) ;  rivulus de Bruxum (1182) ; Broisson (1207). La forme diminutive est attestée depuis le xve siècle : la rivière dudit Belesme (1459) , appelée Bruissenelles ; le ruisseaulx de Brussenel (1525) , appelé la rivière de Blesme ; la Bruxenelle (1599) (Longnon, 40).

## Curiosités- Patrimoine - Tourisme
- Trois-Fontaines-l'Abbaye : Importants vestiges de l'abbaye de Trois-Fontaines (Monument Historique). Fort beaux bâtiments conventuels du XVIIIe. Place de l'abbaye (Site Classé). Forêt domaniale de Trois-Fontaines de 75 000 hectares, avec ses chênes, ses sources et ses étangs. Station de plein air. Randonnées, VTT, spéléologie.

- Cheminon : vestiges d'une abbaye, halle en bois du XVIIIe, vieilles maisons. Église du XVIe (Monument Historique) avec poutre de gloire et mobilier du XVIIIe.

- Maurupt-le-Montois : belle église romane (Monument Historique) du XIIe. Cimetière (Site Classé). Bois, étang, centre équestre.

- Saint-Lumier-la-Populeuse : château de Bussemont du XVIIe, en brique et pierre. Pêche.

- Blesme possède une église romane du XIIe avec nef voûtée, beaux chapiteaux, tour romane et collatéraux du XVIIIe, retable du XVIe.

- Haussignémont : église ancienne. Chapelle d'un château aujourd'hui détruit. Village fleuri. Marronnier sur place du village (Site Classé).

- Dompremy : ancien moulin sur la Bruxenelle (Monument Historique). Église du XVe (Monument Historique)

- Favresse : église romane (Monument Historique) avec collatéraux et tour carrée, fonts baptismaux du XVIIe et Christ en croix du XVe.

- Plichancourt possède une église des XIIe et XIIIe siècles. Chasse, pêche, randonnées.

- Vitry-en-Perthois ou Vitry-le-Brûlé : ancienne ville détruite par Charles Quint en 1544. Église Renaissance du XVIe avec fonts baptismaux du XVe et statues des XVIIe et XVIIIe siècles. La chapelle Sainte-Geneviève du XIIIe siècle est une partie de l'ancienne priorale du prieuré Sainte-Geneviève, aujourd'hui disparu. Vins appellation Champagne.